# Soda Springs (koło Boonville)
Soda Springs – obszar niemunicypalny w hrabstwie Mendocino, w Kalifornii (Stany Zjednoczone), na wysokości 423 m. Znajduje się około 5 km na północny wschód od Boonville.